# 11e régiment de chasseurs (France)
Le 11e régiment de chasseurs (11e RCh), anciennement 11e régiment de chasseurs à cheval (11e RCC), est un régiment de la cavalerie française, aujourd'hui dissous.
Ayant relevé des Forces françaises à Berlin, le 11e RCh y est stationné au Quartier-Napoléon avec le 46e régiment d'infanterie jusqu'au 15 septembre 1994.

## Création et différentes dénominations
- 1762 : des volontaires étrangers, troupes mixtes de cavalerie et de fantassins, sont levés par le maréchal de Soubise (Volontaires étrangers de Würmser).
- 1762 : les Volontaires de Soubise forment une légion à quatre escadrons.
- 1766 : légion de Soubise.
- 1779 : 5e régiment de chasseurs.
- 1781 : régiment des chasseurs du Gévaudan.
- 1788 : sous l'impulsion du Comte de Brienne, les Chasseurs du Gévaudan prennent le titre de chasseurs de Normandie.
- 1791 : 11e régiment de chasseurs à cheval.
- 1815 : dissous.
- 1816 : régiment des chasseurs de l'Isère.
- 1825 : 11e régiment de chasseurs à cheval.
- 1831 : dissous.
- 1831 : 11e régiment de chasseurs à cheval.
- 1939 : dissous.
- 1945 : 11e régiment de chasseurs à cheval.
- 1947 : dissous.
- 1948 : 11e groupe d'autos-mitrailleuses.
- 1950 : 11e groupe de chars moyens.
- 1954 : 11e régiment de chasseurs à cheval.
- 1963 : 11e régiment de chasseurs.
- 1994 : dissous.

## Chefs de corps
- 1761 : maréchal Prince Charles de Rohan-Soubise
- 1762 : baron de Würmser
- 1763 : comte de Wargemont
- 1770 : baron de Kinglin
- 1779 : comte de Grivel de Saint-Mauris
- 1784 : baron de Treva
- 1788 : baron d'Allonville d'Arnancourt (11e Chasseurs)
- 1791 : marquis d'Anglade
- 1791 : comte Joseph Théodore Lallemand de Waites
- 1792 : Henri de Granval de Fregeville
- 1793 : Nicolas
- 1794 : de La Cour
- 1794 : colonel Treillard
- 1799 : Defrance
- 1800 : baron Bertrand Bessières
- 1806 : baron Jacquinot
- 1809 : colonel baron Mathieu Désirat, tué à la bataille de la Moskova
- 1812 : colonel Jean Baptiste Nicolas (*)
- 1814 : colonel Deschamps
- 1815 : comte de Fontenille
- 1816 : colonel d'Espinay Saint-Luc
- 1824 : comte de Chasteignier
- 1831 : Rossignol-Dupré
- 1837 : vicomte de Boislecomte
- 1845 : lieutenant-Colonel Périchon de Kerversan
- 1849 : lieutenant-Colonel Ney de la Moskowa
- 1850 : lieutenant-Colonel Lentz
- 1850 : Baron Marion
- 1855 : colonel Campenet
- 1855 : colonel Legrand
- 1856 : colonel Bro
- 1856 : colonel Grandvalet
- 1864 : colonel Nerat
- 1869 : colonel Dastugue
- 1870 : colonel de Bailliencourt dit Courcol
- 1878 : colonel de Moucheron
- 1887 : colonel d'Esclaibes d'Hust
- 1892 : colonel Cabrol
- 1894 : colonel Jacques Louis Marie de La Chaise[Note 1]
- 1896 : colonel Gillain
- 1898 : colonel de Pontac
- 1901 : colonel Lescot
- 1905 : colonel Louvat
- 1908 : colonel Thierry d'Argenlieu
- 1913 : colonel Alexandre Durand
- 1917 : colonel Charles Henri Dodelier
- 1918 : lieutenant-Colonel Louis Audibert
- 1919 : colonel Dejussieu
- 1921 : colonel Maurice Meyer
- 1926 : colonel Compagnon
- 1933 : colonel Choderlos de Laclos
- 1934 : colonel Bizot-Espiard
- 1935 : colonel de Contenson
- 1939 : colonel de Saint-Didier
- 1945 : lieutenant-Colonel Salesse-Lavergne
- 1945 : colonel Huguet
- 1946 : lieutenant-Colonel Contaud de Coulange
- 1949 : lieutenant-Colonel de Bodman (11e GAM)
- 1951 : lieutenant-Colonel Buretel de Chassey  (11e GECM)
- 1952 : lieutenant-Colonel Combourieu  (11e GECM )
- 1954 : lieutenant-Colonel Piquart  (11e GECM / 11e RCC)
- 1956 : lieutenant-Colonel Delegorgue
- 1958 : lieutenant-Colonel le Coat de Saint-Haoen
- 1960 : lieutenant-Colonel Touzet
- 1961 : lieutenant-Colonel Bondet de la Bernardie
- 1963 : colonel Mangin (11e RCH)
- 1965 : colonel Largy
- 1967 : lieutenant-Colonel Tréhu
- 1969 : lieutenant-Colonel Graillat
- 1971 : lieutenant-Colonel Pont
- 1973 : lieutenant-Colonel Bruno de Mollerat du Jeu
- 1975 : lieutenant-Colonel Ronan de Blois
- 1977 : lieutenant-Colonel Rilhac
- 1979 : lieutenant-Colonel Millot
- 1981 : colonel Clouet de Peruches
- 1983 : lieutenant-Colonel de Susbielle
- 1985 : colonel Jean-Louis Mourrut
- 1987 : colonel Dupla
- 1989 : colonel Bruno de Blignières
- 1991 : colonel Gérald Bigot
- 1993 : lieutenant-Colonel Patrick Chanoine (75e et dernier Chef de Corps du 11e Chasseurs)

## Historique des combats et batailles

### Campagnes
- 1762-1763 : Guerre de Sept Ans
- 1792-1793 : Armée du Nord
- 1794 : Armée des Ardennes

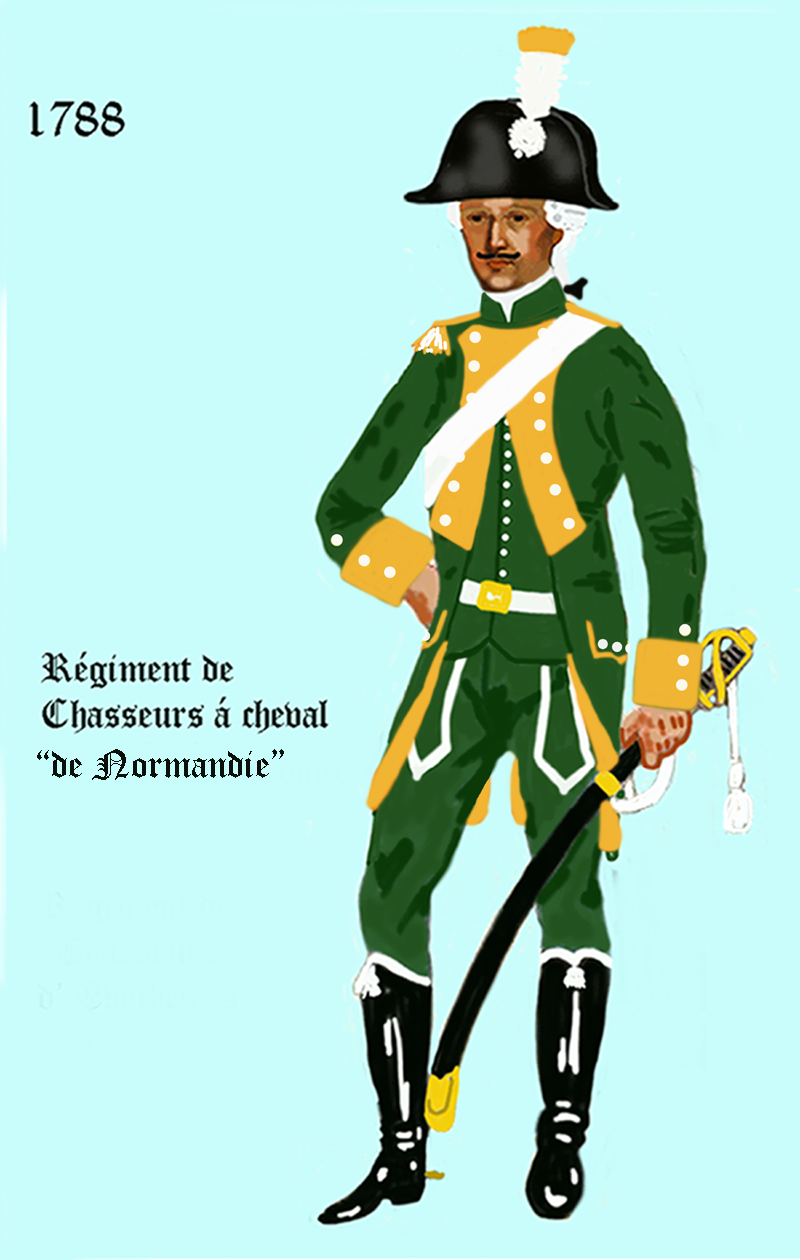
Chasseur à cheval de 1788 à 1789

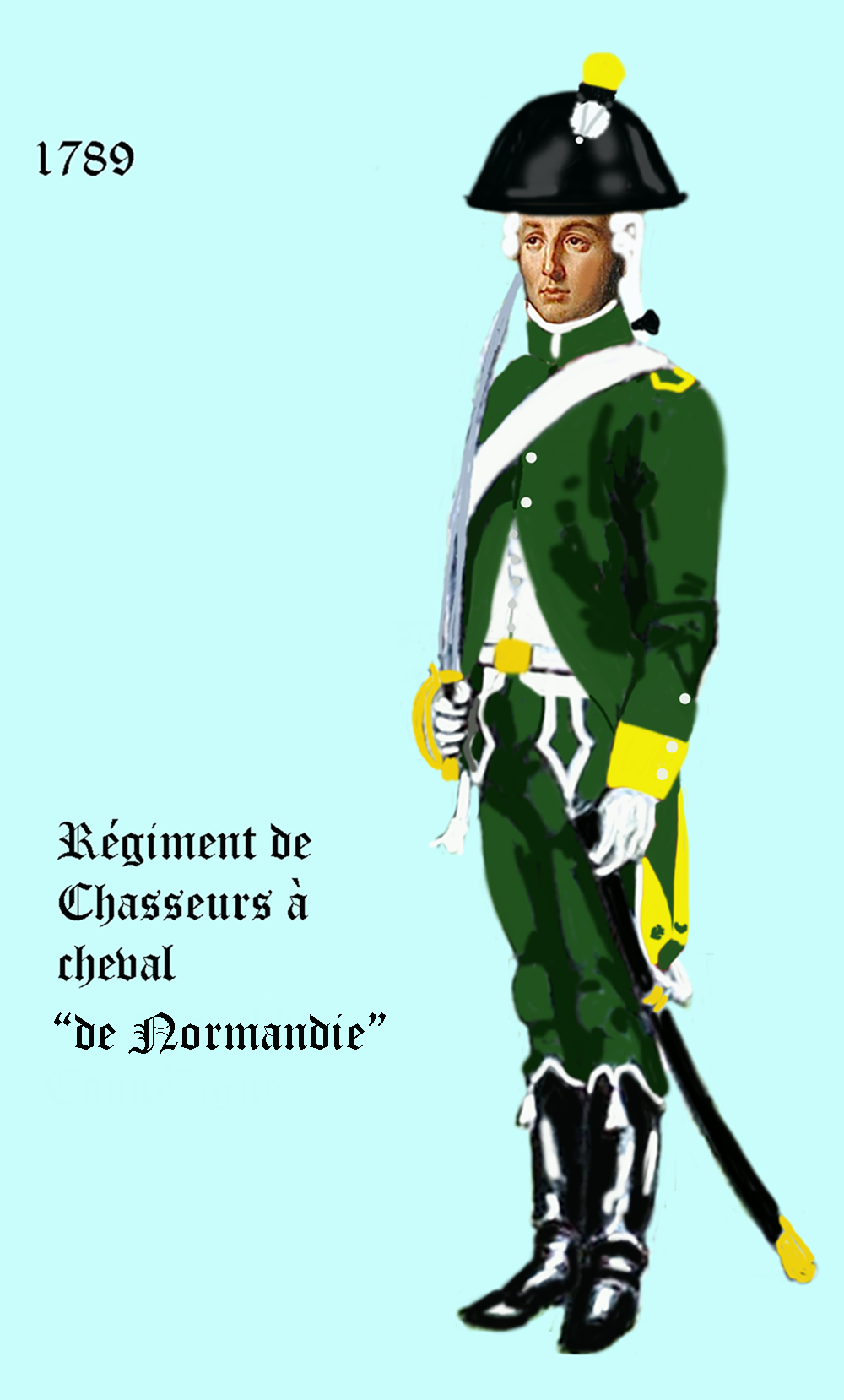
Chasseur à cheval de 1789 à 1791

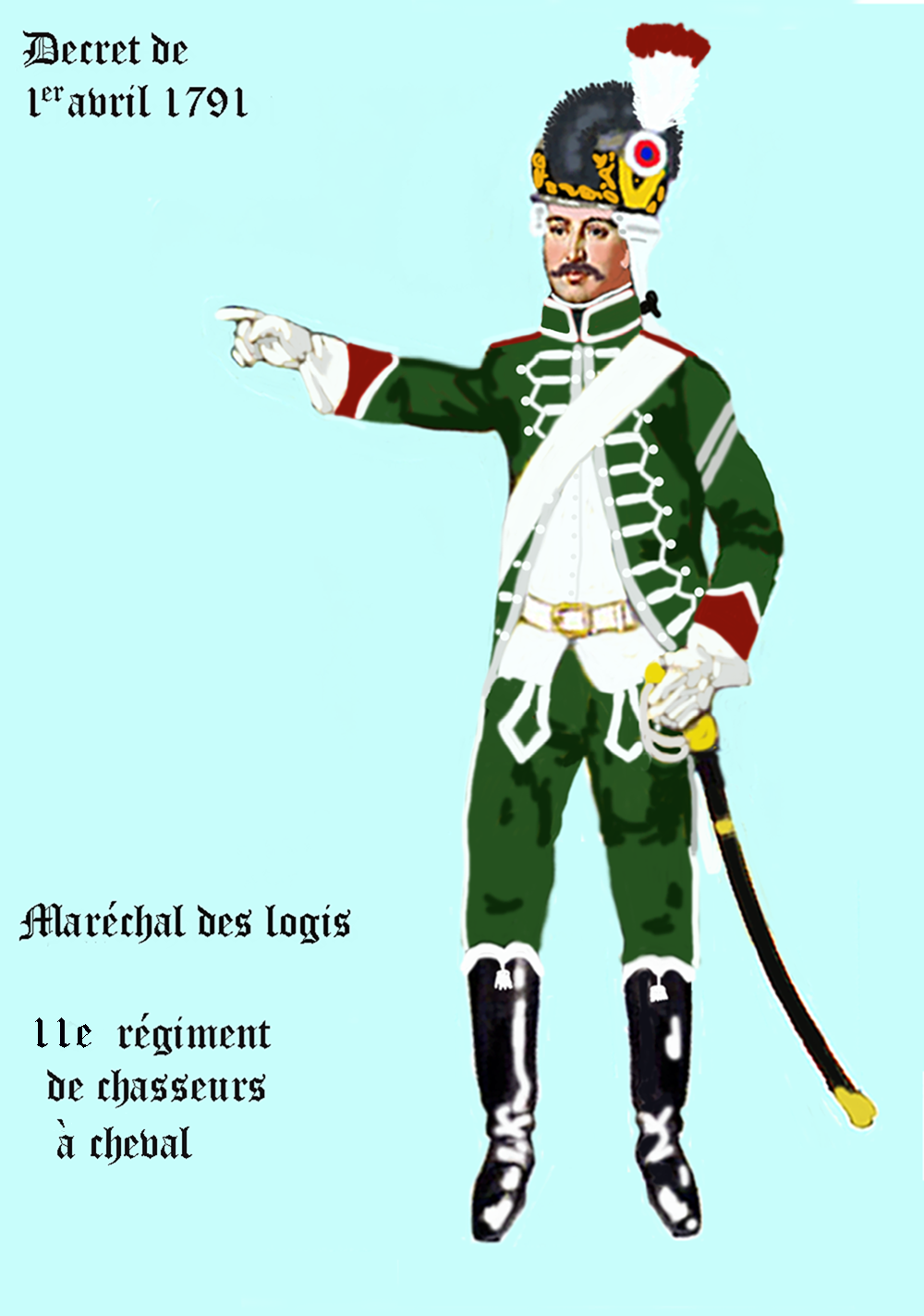
Chasseur à cheval par décret de 1791

- 1796-1797 : Armée de Sambre-et-Meuse
- 1798-1799 : Armées de Mayence, de Batavie et du Danube
- 1800-1801 : Armée du Rhin
- 1805-1807 : Grande Armée
- 1809 : Allemagne
- 1810-1812 : Espagne et Portugal
- 1812 : Campagne de Russie
- 1813 : Allemagne
- 1814 : Campagne de France
- 1815 : Belgique
- 1864-1865 : Algérie
- 1870-1871 : France
- 1914-1918 : Grande Guerre

### Guerres de la Révolution et de l'Empire
De 1791 à 1815 : le 11e Régiment de Chasseurs à Cheval participe presque sans interruptions à toutes les campagnes de la Révolution et de l'Empire.
- 1792 : il charge à Valmy et à Jemappes[1]. Dans ses rangs figurent deux femmes soldats, les sœurs Fernig, et le futur bandit et chef de la police Vidocq[2].
- 1793, Armée de Belgique : il est à Neerwinden, à Maubeuge et à Wattignies[1].
- 1794 : il contribue à la victoire de Fleurus[1].
- 1800 : le régiment dégage le bivouac du 46e régiment d'infanterie encerclé par les Uhlans[3] le 27 juin à Oberhausen. Le 3 décembre, emmené par son chef de corps, le colonel Bertrand Bessières, il charge quatre fois consécutives à la bataille de Hohenlinden et met hors de combat un bataillon hongrois[3].
- 1805 : il participe aux batailles d'Ulm[réf. souhaitée] et d'Austerlitz.
- 1806 : Campagne de Prusse et de Pologne. Il participe aux batailles d'Iéna[3] et de Lübeck. Il défile victorieusement le 22 novembre 1806 devant l'Empereur à Berlin[3].
- 1807 : il participe aux batailles d'Eylau[3] et de Friedland[3]. En mai, après de durs combats, le général Charles Lassalle, au cours d'une revue passée à Elbing par l'Empereur, présente le 11e régiment de chasseurs à cheval par cette phrase qui va devenir sa devise « Sire, voilà les bons »[3].
- 1809 : Campagne d'Allemagne et d'Autriche[3]
- 1810-1811 : Campagne d'Espagne[3]
- 1812 : Batailles de Smolensk[réf. souhaitée] et de la Moskova[3].
- 1813 : Campagne d'Allemagne. Il participe aux batailles de Leipzig[3] et de Hanau[3].
- 1814 : Lors de la Campagne de France, il participe à la Bataille de Vauchamps[4].
- 1815 : Il se bat lors de la bataille de Waterloo à Placenois[4] avant d'être dissous le 6 décembre 1815[4].

### 1815-1870
En 1815, le régiment des chasseurs de l'Isère est recréé à partir du 17e dragons. Ce régiment devient le 11e régiment de chasseurs à cheval en 1825. Le 19 février 1831, le 11e régiment de chasseurs à cheval devient le 6e régiment de chasseurs à cheval. Le même jour un nouveau 11e régiment de chasseurs à cheval est créé à partir du 16e régiment de chasseurs à cheval.
De 1861 à 1865, le 11e Régiment de Chasseurs à Cheval retrouve le chemin du combat et se bat en Algérie, à l'avant-garde des colonnes Martineau et Lapasset-Deligny.

### Guerre franco-prussienne
En 1870, durant la guerre franco-allemande, il est affecté à la division de cavalerie du 1er corps de l'armée du Rhin. Il participe à la bataille de Wissembourg et à celle de Frœschwiller-Wœrth et échappe au désastre de Sedan. Le régiment bat en retraite, perd les trois quarts de son effectif et se rétablit à Avignon.
Reformé à Avignon, le régiment fait partie de l'Armée de la Loire et combat à Coulmiers et à Beaune-la-Rolande. Il fait ensuite partie de l'Armée de l'Est. Le 31 octobre 1870, un escadron du 11e régiment de chasseurs à cheval, qui formait le 6e régiment mixte de cavalerie, fut engagé au combat d'Illiers en Eure-et-Loir[réf. souhaitée].

### De 1871 à 1914
Durant la Commune de Paris en 1871, le régiment participe avec l'armée versaillaise à la semaine sanglante. Il tient ensuite garnison à Meaux de 1872 à 1878 puis à Saint-Germain-en-Laye.

### Première Guerre mondiale

#### Affectations

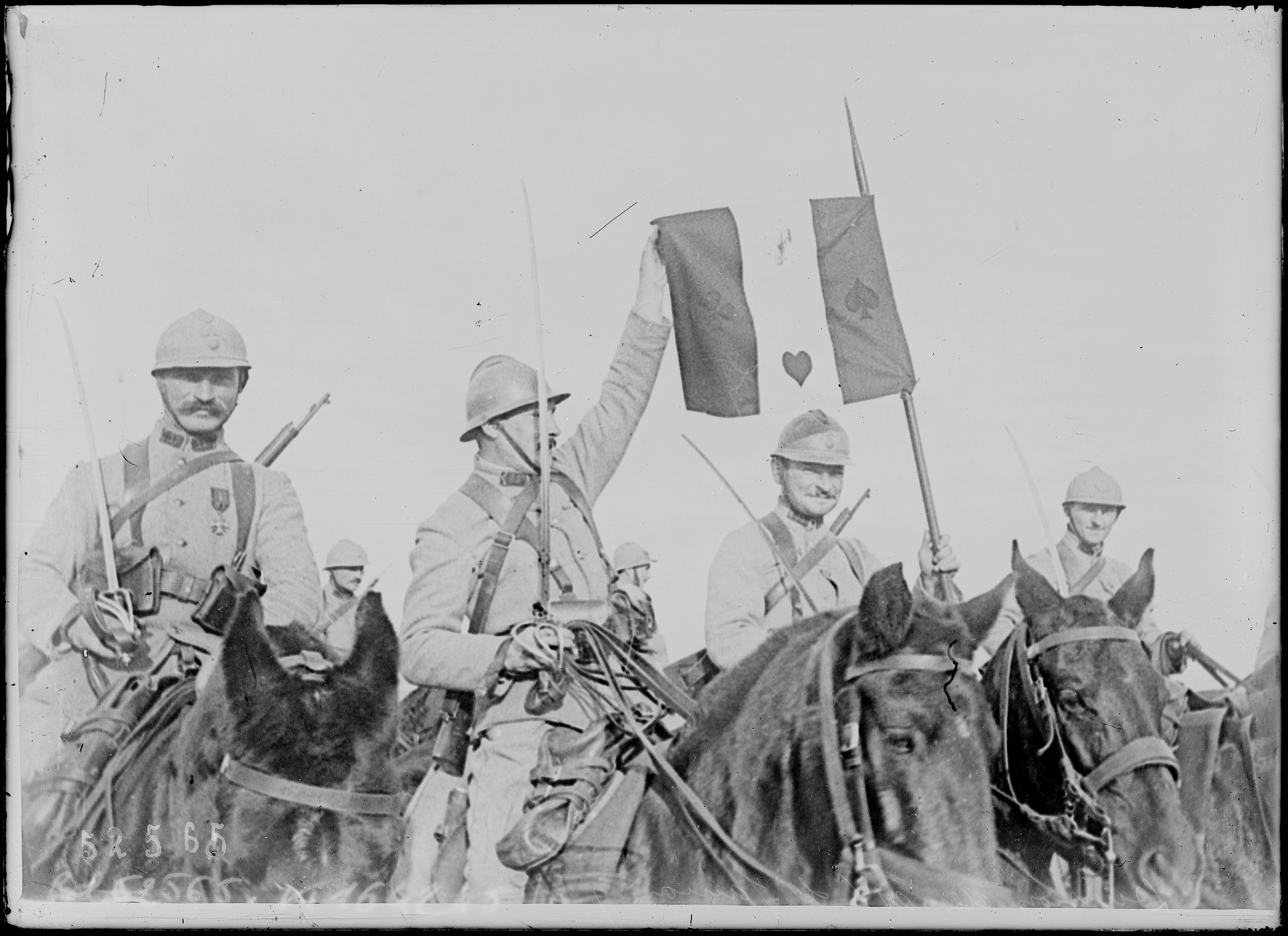
Chasseurs du 1er escadron avec le fanion de la 14e division d'infanterie en décembre 1918.

Le 31 juillet 1914, le régiment, affecté au 7e corps d'armée, est mobilisé. Un groupe d'escadron est affecté à la 14e DI à Belfort et l'autre à la 41e DI à Remiremont.

#### 1914
Dès le 4 août 1914 il est au contact de l'ennemi en Alsace. Les cavaliers du régiment entrent les premiers dans Mulhouse occupé,. Fin août, les différents escadrons rejoignent la Somme pour tenter d'arrêter les Allemands, en vain jusqu'à la bataille de la Marne.

#### 1915
En 1915, alors que la guerre devient peu à peu une guerre de tranchées, le 11e chasseurs regroupé tente une attaque montée à Saint-Hilaire-le-Grand le 25 septembre 1915 dans une tentative de déborder le front. Les cinq charges sont repoussées mais le régiment est cité à l'ordre de l'armée,.

#### 1916
En 1916, il combat à pied à Verdun et dans la Somme,. 

#### 1917
En 1917, les escadrons du régiment, chacun rattachés à une division, participent à l'offensive du chemin des Dames, le 1er escadron avec la 14e DI, le 2e avec la 128e DI, le 3e avec la 41e DI et le 4e à la 164e DI. 

#### 1918
En 1918, combattant en partie à pied et en partie à cheval, le régiment fait face à l'offensive du Printemps allemande. Le 18 juillet 1918, le front allemand est percé par les Français. Le régiment recevra en 1919 sa seconde citation à l'ordre de l'armée à la suite de ces combats.

### Entre-deux-guerres
En 1919, à Aix-la-Chapelle qu'il occupe, le 11e régiment de chasseurs à cheval reçoit la fourragère aux couleurs de la Croix de Guerre. Il rejoint la garnison de Vesoul fin 1919. Le régiment n'est pas endivisionné.
À partir du début des années 1930, le 11e régiment de chasseurs à cheval est partiellement motorisé, avec des automitrailleuses Laffly 50 AM et des pelotons motocyclistes dotés de side-cars.

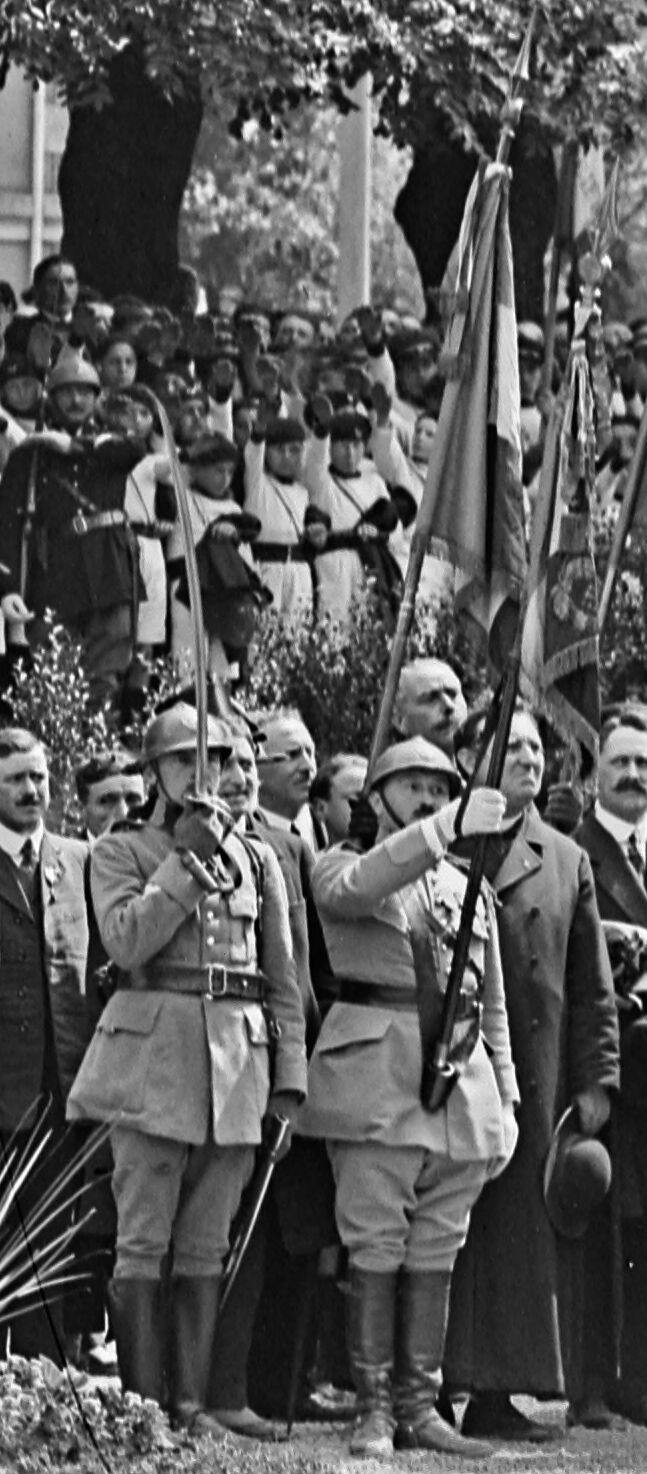
Officier et porte-étendard du 11e chasseurs lors d'une cérémonie à Chaumont en 1923.
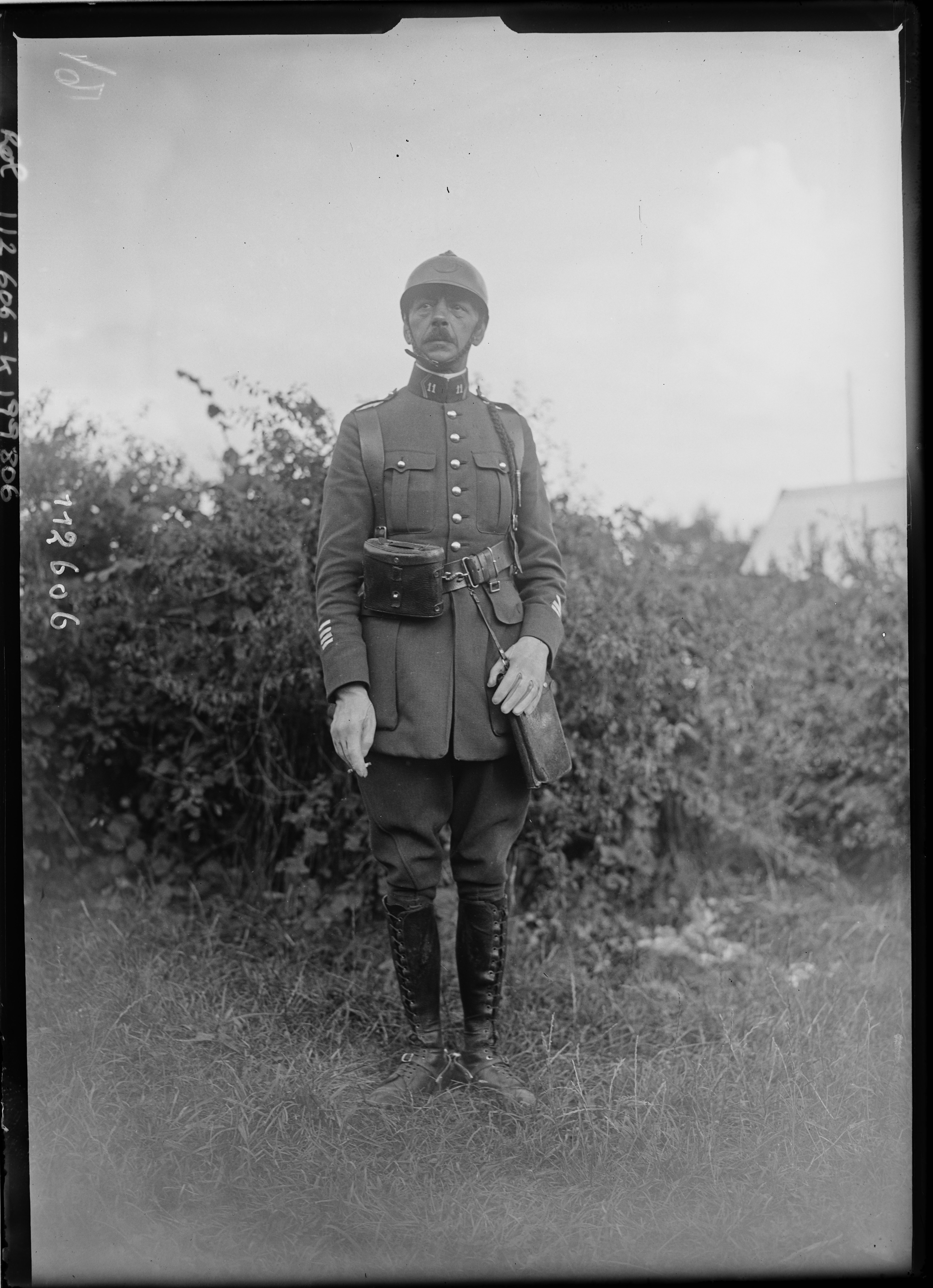
Commandant du 11e chasseurs au camp du Valdahon en 1926.
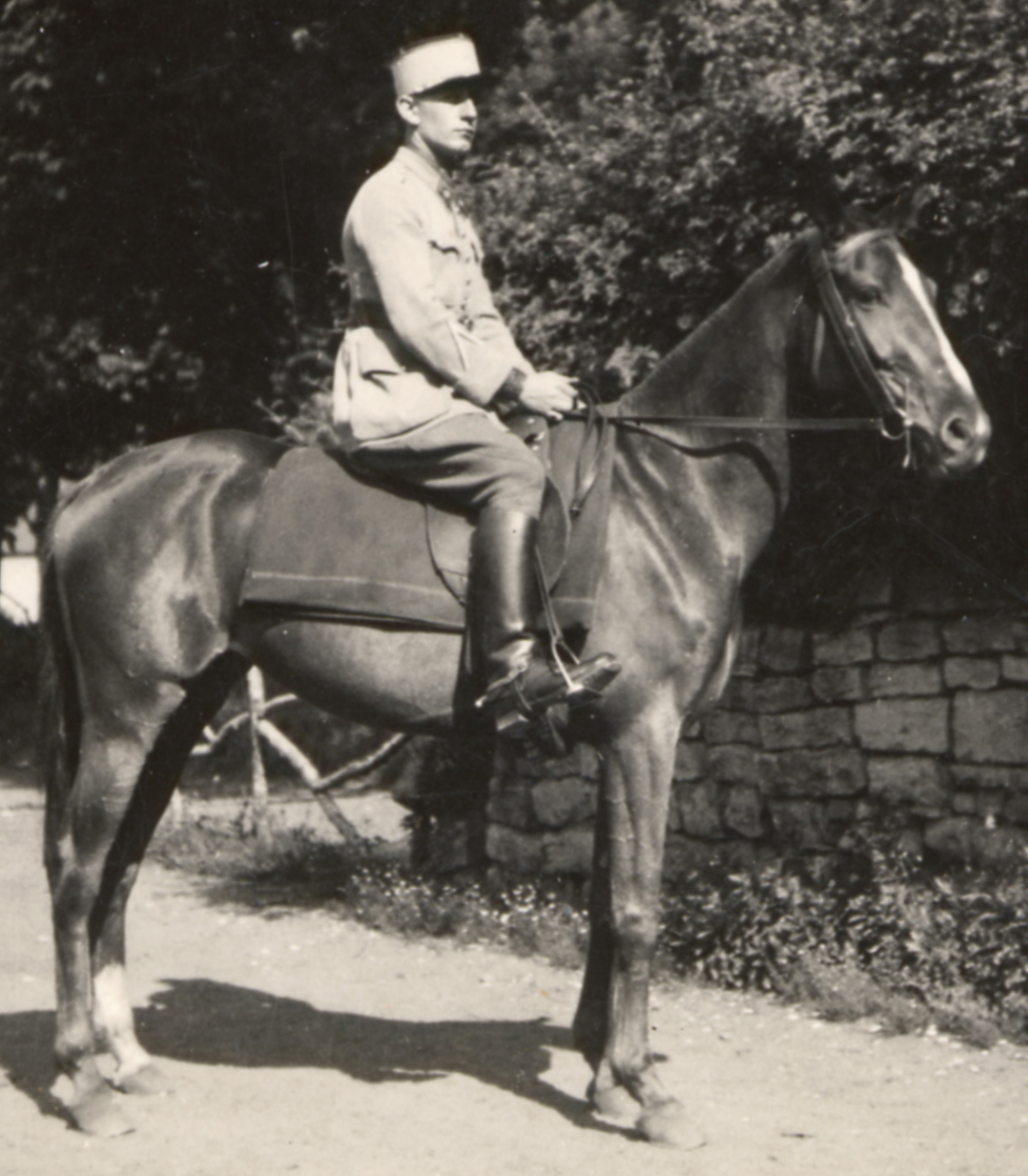
Cavalier du 11e chasseurs à Vesoul en 1936.
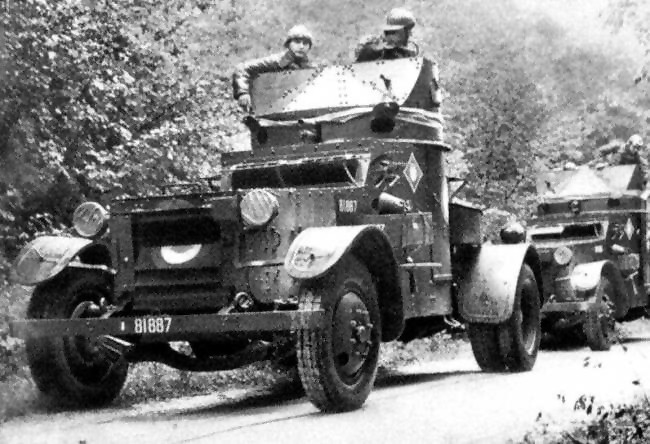
Des Laffly 50 AM du 11e chasseurs vers 1938.

### Seconde Guerre mondiale
Le groupement de cavalerie dont fait partie le régiment est destiné à former à la mobilisation des groupes de reconnaissance. Aussi, dès la déclaration de guerre, le 11e régiment de chasseurs à cheval disparaît-il en tant que tel pour se répartir et donner naissance à quatre groupes de reconnaissance : 
- 9e groupe de reconnaissance de corps d'armée,
- 4e groupe de reconnaissance de division d'infanterie,
- 17e groupe de reconnaissance de division d'infanterie,
- 25e groupe de reconnaissance de division d'infanterie.

Après la Libération de la France, il est remis sur pied à Châteauroux le 16 janvier 1945 afin de constituer le régiment de reconnaissance de la future 3e division blindée (créée le 1er mai). La formation du régiment est lente et en mars 1945 il ne compte que 345 militaires pour un effectif théorique de 1 086 hommes. Il reçoit 26 automitrailleuses Panhard 178 récupérées sur les Allemands et réarmées avec une tourelle à canon de 47 mm, puis 34 automitrailleuses britanniques Coventry (livrées fin 1945-début 1946). Le régiment est également doté de Bren Carriers (au lieu de Halftracks) et de side-cars Norton,.
En décembre 1945, la dotation du régiment est la suivante (par rapport à la dotation prévue sur le type d'une division blindée américaine) :
| Type                  | Dotation réelle en décembre 1945        | Dotation théorique |
| --------------------- | --------------------------------------- | ------------------ |
| Automitrailleuses     | 48 (26 Panhard, 22 Coventry)            | 64                 |
| Semi-chenillés        | 75 Bren Carriers                        | 25 Half-tracks     |
| Camions               | 31                                      | 38                 |
| Voiture de liaison    | 18                                      | 71                 |
| Side-cars             | 45 (marque Norton)                      | 0                  |
| Motos                 | 38                                      | 30                 |
| Tracteur de dépannage | 1 tracteur d'artillerie Latil (TARH2 ?) | 1                  |

### De 1945 à 1994

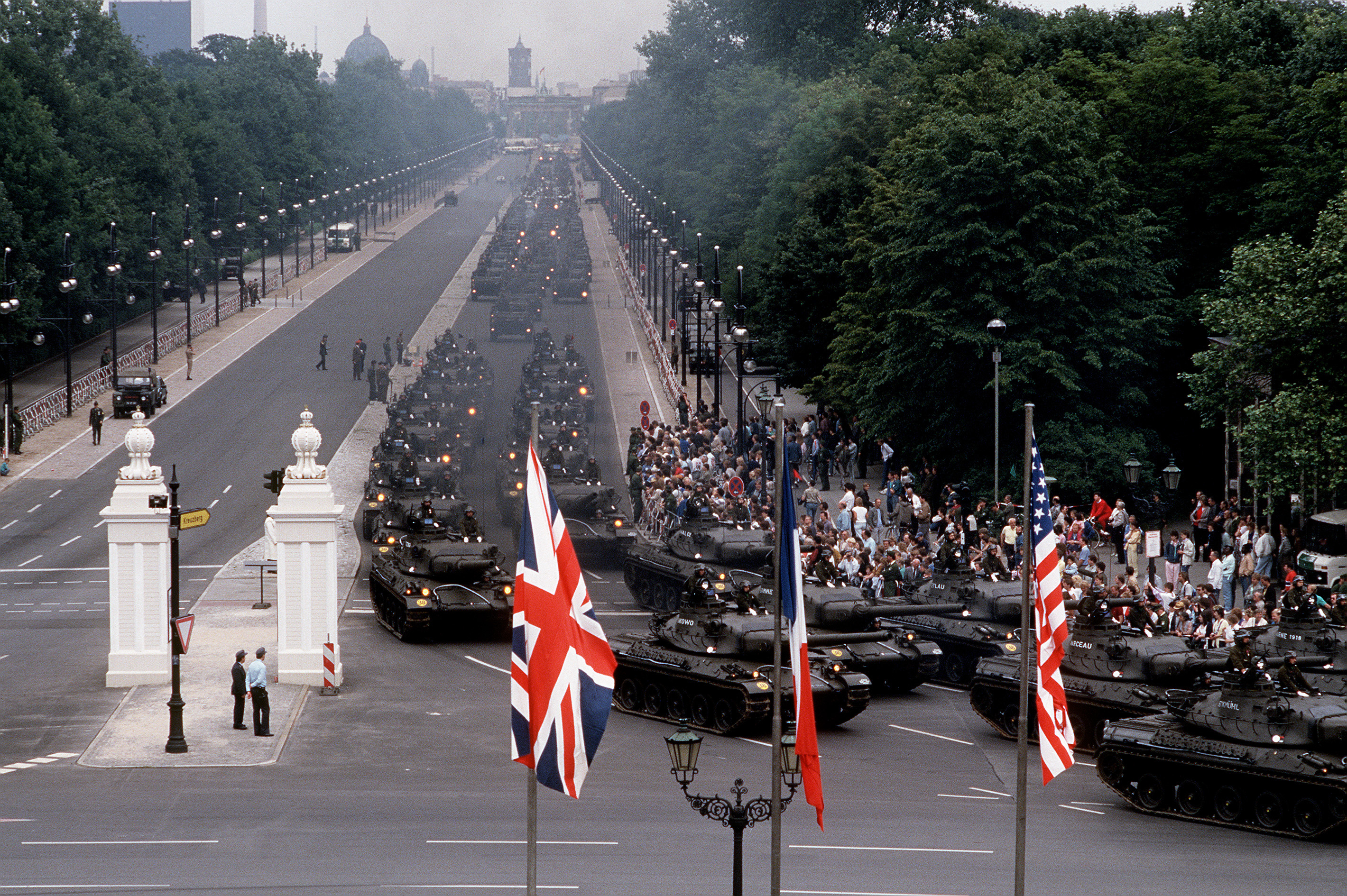
Parade du 11e régiment de chasseurs le 11 juin 1988 lors de la journée des forces alliées. Au premier plan, des AMX-30B du 11e Chasseurs suivis des VAB du 46e Régiment d'Infanterie.

Le régiment entre en Allemagne en septembre 1945 et occupe le Palatinat jusqu'au 30 avril 1947, date à laquelle il est dissout.
En août 1949, le 11e groupe d'automitrailleuse est créé à Berlin-Ouest par le 11e régiment de chasseurs d'Afrique. Ce groupe reçoit la garde de l'étendard du 11e chasseurs à cheval. Il est renommé 11e groupe de chars moyens en 1950.
Le 31 décembre 1954, le 11e régiment de chasseurs à cheval est recréé par changement de nom du 11e groupe. Il retrouve son étendard et ses traditions. Il est renommé 11e régiment de chasseurs le 1er juin 1963.
Le régiment est l'unité blindée des Forces françaises à Berlin, formées également par le 46e RI, trois escadrons de gendarmerie, une compagnie de génie, une compagnie de transmission et les services. Il est alors caserné au Quartier-Napoléon.
Le retrait des forces françaises de Berlin entraîne sa 5e dissolution le 15 septembre 1994, son étendard rejoint le SHAT de Vincennes. Les objets de tradition du 11e chasseurs sont transportées à Saint-Wendel et conservées par l’Escadron d’Éclairage de la 1re Division, jusqu'à la dissolution du 2e Corps d'Armée en 1999, et depuis cette date confiées à l’École d’application de l’arme blindée cavalerie de Saumur.

### Garnisons
- 1761 : Le Quesnoy
- 1800-1803 : Chantilly
- 1804-1805 : 1er escadron à Amer[Où ?]
- 1804- 1805 : 2e escadron à Dannes
- 1804- 1805 : 3e escadron à Merlimont
- 1804-1805 : 4e escadron à Arras
- 1805 : Saint-Omer et 4e escadron à Valenciennes
- 1815-1831 : Nevers
- 1831-1844 : Pontoise
- 1844-1859 : Sarreguemines
- 1859-1864 : Sedan
- 1865 : Algérie-Mostaganem
- 1865-1870 : Libourne
- 1870-1872 : Avignon
- 1872- 1878 : Meaux

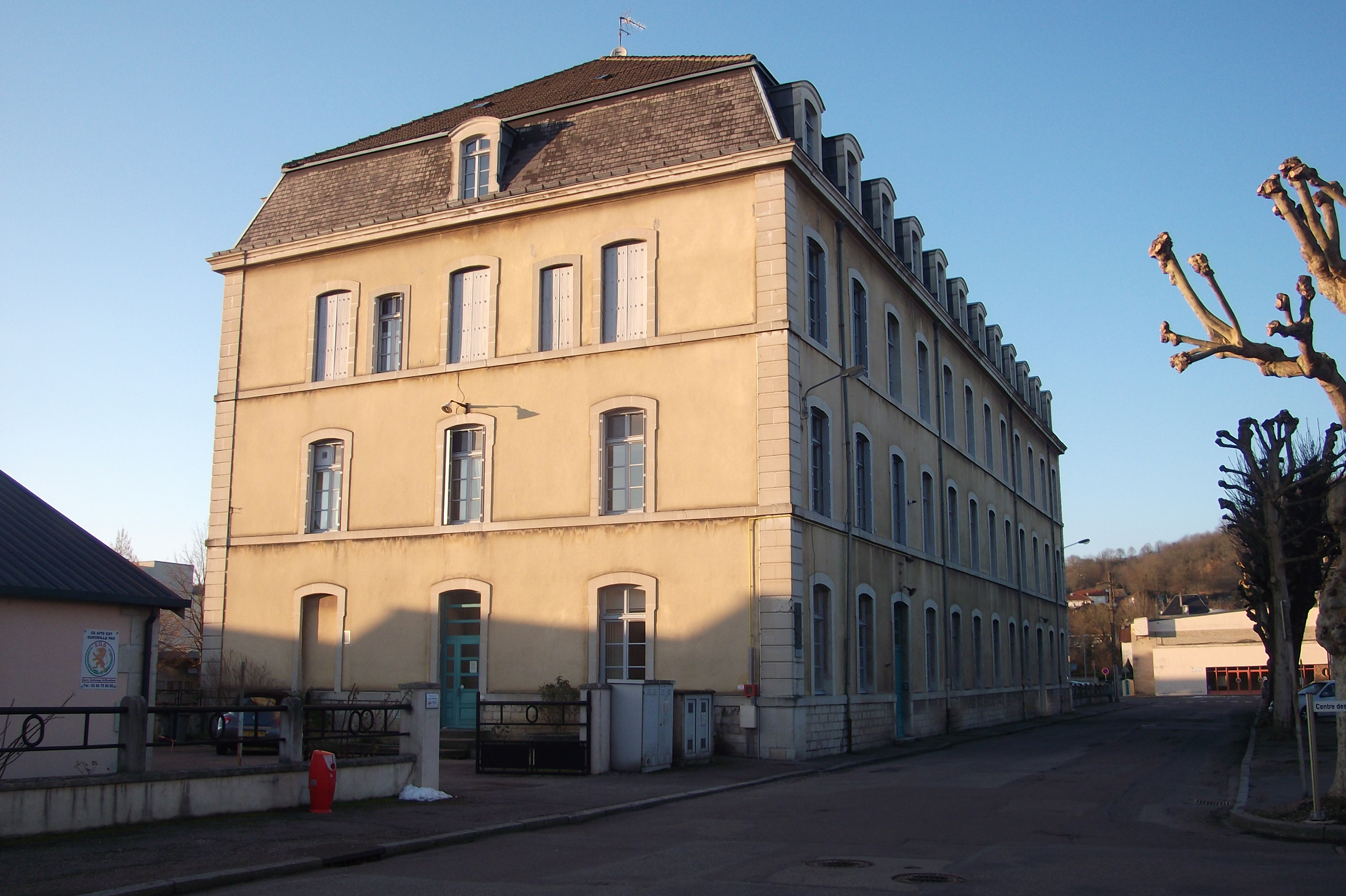
Un bâtiment de l'ancienne caserne du 11e chasseurs, à Vesoul

- 1878 -1887 : Saint-Germain-en-Laye
- 1887-1914 : Vesoul
- 1919-1939 : Vesoul
- 1945 : Châteauroux
- 1945-1947 : Palatinat
- 1954-1994 : Berlin

## Composition
Ce régiment était composé à Berlin comme suit :
- 1er escadron Semper Primus
- 2e escadron Duo Deorum
- 3e escadron
- 11e escadron - instruction
- ECR Escadron de commandement (et de reconnaissance (1990))
- Il était équipé au début de M.8 américaines, d'half-track M5, puis de chars Sherman M4, d'AMX 13-75 mm, d'AMX 13-90 mm et enfin de 41 chars AMX-30 B[22].

## Étendard

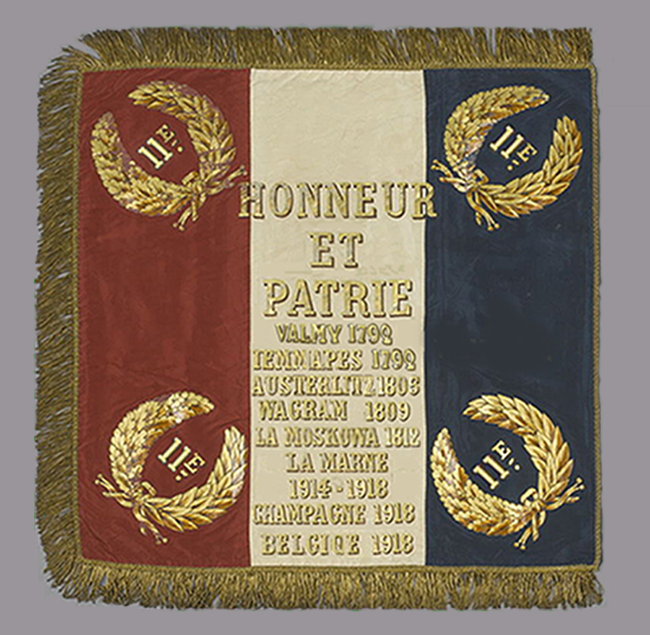
Photographie du revers de l'étendard du 11e RCh

Il porte, cousues en lettres d'or dans ses plis, les inscriptions suivantes :
- Valmy 1792
- Jemmapes 1792
- Austerlitz 1805
- Wagram 1809
- Moskowa 1812
- La Marne 1914-1918
- Champagne 1915
- Belgique 1918

## Décorations
Sa cravate est décorée :

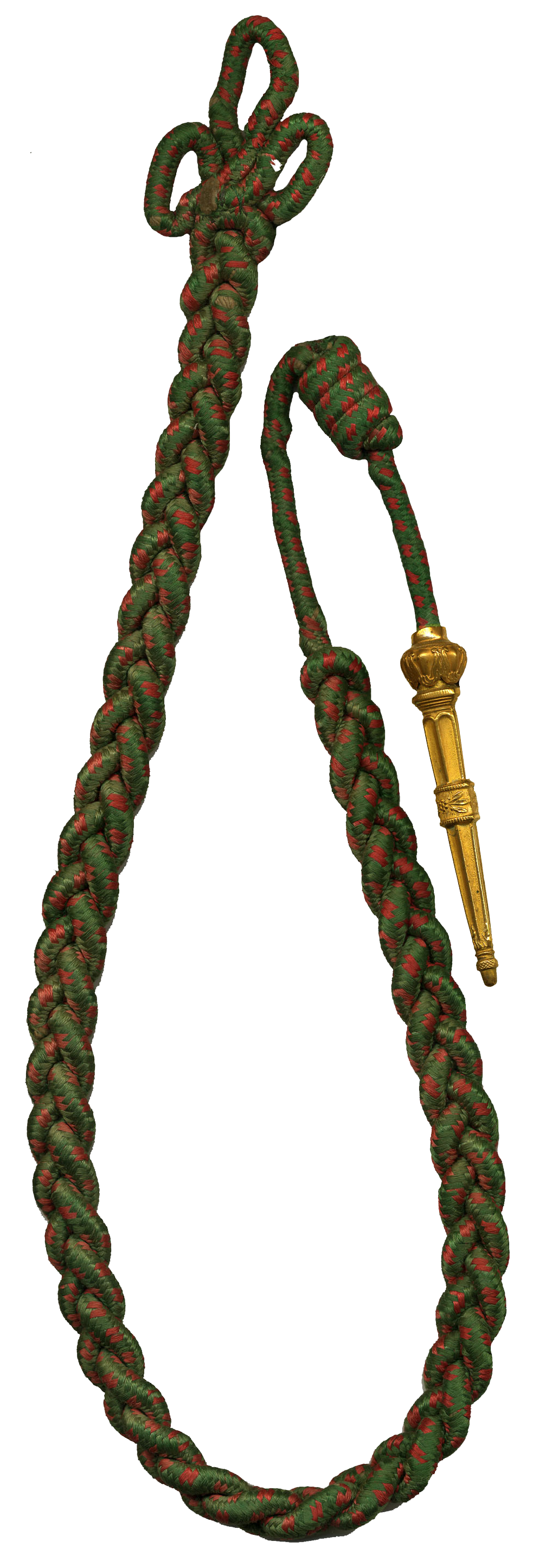
La fourragère aux couleurs de la Croix de guerre 1914-1918.

- La croix de guerre 1914-1918 avec deux citations à l'ordre de l'armée (palmes).
- En 1919, à Aix-la-Chapelle qu’il occupe, le 11e régiment de chasseurs reçoit la fourragère aux couleurs du ruban de la Croix de Guerre 1914-1918.
- Et depuis les 26 et 27 mars 1994, il porte la flamme de la République fédérale d'Allemagne et celle de la ville de Berlin.

(Source journal interne du 11e régiment de chasseurs, VLB Voila Les Bons)

## Insigne
L'insigne avec le colback dans un ovale (couleur de fond variable selon l'escadron) est peint dès le début des années 1930 sur les véhicules du régiment. L'insigne métallique, sorti en 1936[réf. souhaitée] est repris lorsque le régiment est recréé en 1945.
En 1955, le régiment adopte un insigne portant l'ours noir des armoiries de Berlin.
Héraldique : « Dans un écu de dame d'argent à orle de gueules surmonté d'une demi-couronne d'engrenage de sable chargée de la devise "VOILA LES BONS" en capitales d'argent, un colback de sinople à la flamme de gueules et au plumet du même surmonte un huchet de gueules chargé en abîme du chiffre "11" de même. »

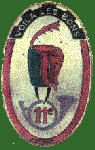
1er modèle (1936)
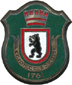
2e modèle (1949)
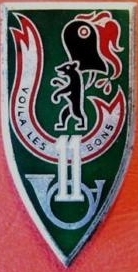
3e modèle (1955)
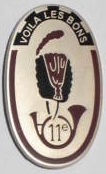
4e modèle (1987)

## Devise
Cette devise est la phrase par laquelle le général Lasalle présenta le régiment à l'empereur Napoléon en 1807.

## Personnalités ayant servi au11eRCC
- Eugène-François Vidocq, en 1791-1793
- Anne-François-Charles Trelliard, chef d'escadron (1793) puis chef de brigade (1794)
- Charles Angélique François Huchet de La Bédoyère (1786-1815), lieutenant en second au 11e RCC le 10 septembre 1807
- Claude Hettier de Boislambert (1906-1986), compagnon de la Libération, chef de peloton en 1926
- Léonel de Moustier (1882-1945), compagnon de la Libération, engagé en 1939 au 11e chasseurs

## Sources et bibliographies
- Joseph Duchange, Historique du 11e régiment de chasseurs à cheval pendant la guerre 1914-1918 : campagne 1914-1918, Nancy, Berger-Levrault, 75 p., lire en ligne sur Gallica
- L'amicale des anciens du 11e régiment de chasseurs. Président : Monsieur Gilbert Blanc, maison du combattant, 26 rue Pierre de Coubertin 70014 Vesoul.
- Général de brigade Philippe Peress  31, rue Hoche  49400 Saumur.
- Musée des Blindés ou Association des Amis du Musée des Blindés 1043, route de Fontevraud, 49400 Saumur.
- Serge Andolenko, Recueil d'historiques de l'arme blindée et de la cavalerie, Eurimprim, 1968 (lire en ligne).
- SIRPA Terre, Encyclopédie de l'armée de terre, vol. 6, t. L'arme blindée-cavalerie, l'aviation légère de l'armée de terre, Hachette, 1991 (ISBN 2-245-02611-X, 978-2-245-02611-3 et 2-245-02617-9, OCLC 463434779, lire en ligne), « 11e régiment de chasseurs », p. 85-104.